# Poecilimon thessalicus
Poecilimon thessalicus är en insektsart som beskrevs av Brunner von Wattenwyl 1891. Poecilimon thessalicus ingår i släktet Poecilimon och familjen vårtbitare. Inga underarter finns listade i Catalogue of Life.